# Liste des footballeurs internationaux tchécoslovaques
La liste des footballeurs internationaux tchécoslovaques comprend tous les joueurs de football ayant évolué en équipe de Tchécoslovaquie de 1920 à 1993. Elle ne comprend pas les sélectionnés et les sélections en Bohême et Moravie.

## Liste
- Haut – A
- B
- C
- D
- E
- F
- G
- H
- I
- J
- K
- L
- M
- N
- O
- P
- Q
- R
- S
- T
- U
- V
- W
- X
- Y
- Z

| Nom                        | Date de naissance  | Date de décès      | 1re sélection | Dernière sélection | Sélections | Buts |
| -------------------------- | ------------------ | ------------------ | ------------- | ------------------ | ---------- | ---- |
| Jozef Adamec               | 26 février 1942    | 24 décembre 2018   | 1960          | 1974               | 44         | 14   |
| Milan Albrecht             | 16 juillet 1950    |                    | 1970          | 1970               | 5          | 2    |
| Ján Andrejkovič (cs)       | 17 juillet 1934    |                    | 1958          | 1958               | 1          | 0    |
| Andrej Babčan (cs)         | 21 février 1956    |                    | 1979          | 1979               | 1          | 0    |
| Jozef Balázsy (en)         | 2 novembre 1919    | 30 mai 1998        | 1947          | 1947               | 3          | 1    |
| Václav Bára                | 15 juin 1908       | 6 mars 1990        | 1931          | 1931               | 2          | 1    |
| Jozef Barmoš               | 28 août 1954       |                    | 1977          | 1982               | 52         | 0    |
| Rudolf Bartonec (cs)       | 14 avril 1916      | 22 décembre 2002   | 1946          | 1946               | 2          | 0    |
| Dušan Bartovič (en)        | 4 mars 1944        |                    | 1970          | 1970               | 2          | 0    |
| Aleš Bažant (cs)           | 31 décembre 1963   |                    | 1985          | 1985               | 1          | 0    |
| Karel Bejbl                | 17 janvier 1906    | 14 mars 1962       | 1927          | 1931               | 10         | 10   |
| Radek Bejbl                | 29 août 1972       |                    | 1992          | 1993               | 2          | 0    |
| Miloš Belák (cs)           | 2 janvier 1965     |                    | 1990          | 1990               | 2          | 0    |
| Vladimír Bělík (cs)        | 27 septembre 1904  |                    | 1929          | 1929               | 2          | 0    |
| Pavol Bencz                | 25 juin 1936       | 18 avril 2012      | 1964          | 1964               | 1          | 0    |
| Jaroslav Bendl (cs)        | 15 octobre 1947    |                    | 1973          | 1974               | 4          | 0    |
| Michal Benedikovič         | 31 mai 1923        | 18 avril 2007      | 1949          | 1952               | 7          | 0    |
| Jan Berger                 | 27 novembre 1955   |                    | 1980          | 1987               | 30         | 3    |
| Patrik Berger              | 10 novembre 1973   |                    | 1993          | 1993               | 2          | 0    |
| Josef Bican                | 25 septembre 1913  | 12 décembre 2001   | 1938          | 1949               | 14         | 12   |
| Přemysl Bičovský           | 18 août 1950       |                    | 1970          | 1983               | 45         | 11   |
| Július Bielik              | 8 mars 1962        |                    | 1983          | 1990               | 18         | 0    |
| Michal Bílek               | 13 avril 1965      |                    | 1987          | 1992               | 32         | 11   |
| Ivan Bilský (cs)           | 16 juillet 1955    |                    | 1977          | 1978               | 8          | 0    |
| Anton Bíly (cs)            | 15 janvier 1931    | 21 février 2009    | 1956          | 1958               | 2          | 0    |
| Vladimír Bína (cs)         | 7 décembre 1909    | 15 octobre 1988    | 1933          | 1933               | 1          | 0    |
| Štefan Biró (en)           | 12 avril 1913      | 14 mars 1954       | 1938          | 1938               | 1          | 0    |
| Pavol Biroš                | 1er avril 1953     |                    | 1974          | 1977               | 9          | 0    |
| Günter Bittengel           | 14 juillet 1966    |                    | 1987          | 1991               | 4          | 0    |
| Jaroslav Bohata (cs)       | 8 octobre 1901     |                    | 1922          | 1922               | 1          | 0    |
| Jozef Bomba                | 30 mars 1939       | 27 octobre 2005    | 1960          | 1970               | 13         | 0    |
| Dušan Borko (cs)           | 17 octobre 1958    |                    | 1982          | 1982               | 1          | 0    |
| Jaroslav Boroš (en)        | 1er janvier 1947   |                    | 1967          | 1967               | 1          | 0    |
| Jaroslav Borovička         | 26 janvier 1931    | 29 décembre 1992   | 1953          | 1961               | 21         | 2    |
| Vladimír Borovička (en)    | 25 mars 1954       |                    | 1984          | 1985               | 4          | 0    |
| Jaroslav Bouček            | 13 novembre 1912   | 10 octobre 1987    | 1934          | 1938               | 28         | 1    |
| Václav Bouška (en)         | 21 août 1910       | 20 septembre 1975  | 1933          | 1937               | 7          | 0    |
| Vladimír Bouzek (en)       | 3 décembre 1920    | 31 juillet 2006    | 1950          | 1951               | 3          | 0    |
| Václav Brabec (cs)         | 19 décembre 1906   | 13 octobre 1989    | 1929          | 1929               | 1          | 0    |
| Antonín Bradáč (cs)        | 7 août 1920        | 5 avril 1991       | 1946          | 1948               | 6          | 0    |
| Vojtěch Bradáč             | 6 octobre 1913     | 30 mars 1947       | 1931          | 1938               | 9          | 5    |
| Karol Brezík (cs)          | 9 avril 1959       |                    | 1982          | 1982               | 1          | 0    |
| Marián Brezina (cs)        | 5 juin 1960        |                    | 1984          | 1985               | 2          | 0    |
| Jan Brumovský              | 26 juin 1937       |                    | 1958          | 1964               | 4          | 0    |
| Titus Buberník             | 12 octobre 1933    |                    | 1958          | 1963               | 23         | 5    |
| Vlastimil Bubník           | 18 mars 1931       | 6 janvier 2015     | 1957          | 1960               | 11         | 4    |
| Adolf Burger (cs)          | 16 septembre 1897  | 28 août 1951       | 1922          | 1922               | 1          | 0    |
| Jaroslav Burgr             | 7 mars 1906        | 15 septembre 1986  | 1929          | 1938               | 55         | 0    |
| Karel Burkert              | 1er décembre 1909  | 26 mars 1991       | 1934          | 1938               | 5          | 0    |
| Ivan Čabala (cs)           | 13 février 1960    |                    | 1986          | 1989               | 4          | 0    |
| Jiří Čadek                 | 7 décembre 1935    |                    | 1957          | 1958               | 3          | 0    |
| Vlastimil Calta (cs)       | 21 mars 1956       |                    | 1983          | 1983               | 1          | 0    |
| Štefan Čambal              | 17 décembre 1908   | 18 juillet 1990    | 1932          | 1935               | 22         | 0    |
| Josef Čapek                | 1er août 1902      | 5 mai 1983         | 1923          | 1926               | 7          | 8    |
| Karel Čapek (cs)           | 26 janvier 1925    |                    | 1948          | 1948               | 2          | 0    |
| Ján Čapkovič               | 11 janvier 1948    |                    | 1968          | 1974               | 20         | 6    |
| Jozef Čapkovič             | 11 janvier 1948    |                    | 1974          | 1977               | 16         | 0    |
| Antonín Carvan (en)        | 15 mai 1901        | 1er novembre 1959  | 1924          | 1930               | 14         | 0    |
| Jiří Časko (cs)            | 29 janvier 1968    |                    | 1992          | 1992               | 1          | 0    |
| Vratislav Čech (cs)        | 22 février 1912    | 8 septembre 1974   | 1934          | 1936               | 2          | 3    |
| Jaroslav Cejp              | 7 avril 1924       | 22 mars 2002       | 1946          | 1951               | 14         | 10   |
| Ján Cepo (cs)              | 24 janvier 1952    |                    | 1974          | 1974               | 1          | 0    |
| Milan Čermák (en)          | 24 décembre 1949   |                    | 1974          | 1983               | 7          | 1    |
| Vladimír Čermák (cs)       | 22 juin 1921       |                    | 1952          | 1952               | 2          | 0    |
| Pavel Černý                | 11 octobre 1962    |                    | 1989          | 1991               | 4          | 0    |
| Jaroslav Červeňan (cs)     | 16 avril 1947      |                    | 1972          | 1972               | 2          | 0    |
| Jaroslav Červený (en)      | 1er juin 1895      | 4 mai 1950         | 1923          | 1925               | 7          | 0    |
| Pavel Chaloupka            | 4 mai 1959         |                    | 1981          | 1987               | 20         | 2    |
| Jaroslav Cháňa (en)        | 19 décembre 1899   | 26 septembre 2000  | 1921          | 1921               | 2          | 0    |
| František Chovanec (cs)    | 21 août 1944       |                    | 1972          | 1972               | 1          | 0    |
| Jozef Chovanec             | 7 mars 1960        |                    | 1984          | 1992               | 52         | 4    |
| Miroslav Chvíla (en)       | 28 mars 1967       |                    | 1992          | 1992               | 1          | 0    |
| Radomír Chýlek (en)        | 26 mars 1967       |                    | 1991          | 1991               | 1          | 0    |
| Karel Čipera (cs)          | 9 octobre 1899     | 22 juin 1981       | 1924          | 1932               | 17         | 0    |
| František Císař (cs)       | 24 octobre 1901    | 22 février 1928    | 1922          | 1924               | 6          | 1    |
| Josef Crha (cs)            | 15 avril 1927      | 12 février 1998    | 1953          | 1955               | 13         | 3    |
| Josef Čtyřoký              | 30 septembre 1906  | 11 janvier 1985    | 1931          | 1938               | 42         | 0    |
| Ladislav Čulík (cs)        | 13 mars 1909       | 14 décembre 1987   | 1933          | 1933               | 1          | 0    |
| Jozef Čurgaly (en)         | 4 décembre 1927    | 23 janvier 2014    | 1953          | 1953               | 1          | 0    |
| Ľudovít Cvetler            | 17 septembre 1938  |                    | 1964          | 1964               | 2          | 0    |
| Václav Daněk               | 22 décembre 1960   |                    | 1982          | 1991               | 22         | 9    |
| Andrej Daňko (en)          | 26 mai 1948        |                    | 1971          | 1972               | 2          | 0    |
| Ferdinand Daučík           | 30 mai 1910        | 14 novembre 1986   | 1931          | 1938               | 15         | 0    |
| Jozef Desiatnik (en)       | 11 mars 1944       | 3 septembre 2004   | 1970          | 1971               | 5          | 0    |
| Karol Dobay (en)           | 2 décembre 1928    | 20 décembre 1982   | 1951          | 1953               | 3          | 0    |
| Karol Dobiaš               | 18 décembre 1947   |                    | 1967          | 1980               | 67         | 6    |
| Břetislav Dolejší          | 26 septembre 1928  | 28 octobre 2010    | 1952          | 1958               | 19         | 0    |
| Rudolf Dolejší (cs)        | 21 mai 1907        | 27 septembre 1977  | 1926          | 1926               | 1          | 0    |
| Milan Dolinský             | 14 juillet 1935    |                    | 1959          | 1960               | 10         | 5    |
| Rudolf Drozd (cs)          | 13 décembre 1911   | 6 avril 1967       | 1936          | 1936               | 1          | 0    |
| Radek Drulák               | 12 janvier 1962    |                    | 1984          | 1989               | 3          | 0    |
| Ľudovít Dubovský (en)      | 15 novembre 1918   | 24 mai 1998        | 1948          | 1948               | 1          | 0    |
| Peter Dubovský             | 7 mai 1972         | 23 juin 2000       | 1991          | 1993               | 14         | 6    |
| Rudolf Ducký (cs)          | 4 juin 1957        |                    | 1981          | 1981               | 1          | 0    |
| Jan Dvořáček               | 29 janvier 1898    | 18 novembre 1964   | 1921          | 1927               | 12         | 10   |
| Karel Dvořák (en)          | 28 novembre 1949   |                    | 1972          | 1977               | 11         | 0    |
| Milan Dvořák               | 19 novembre 1934   |                    | 1952          | 1958               | 13         | 3    |
| Pavel Dyba (cs)            | 22 avril 1944      |                    | 1966          | 1966               | 1          | 0    |
| Ferdinand Faczinek         | 31 décembre 1911   | 1er janvier 1991   | 1934          | 1937               | 8          | 0    |
| František Fait (cs)        | 27 juillet 1906    |                    | 1930          | 1930               | 1          | 0    |
| František Feczko (cs)      | 12 février 1925    |                    | 1952          | 1952               | 1          | 0    |
| Karel Feller (cs)          | 1er décembre 1898  | 1991               | 1922          | 1922               | 1          | 0    |
| Alexander Felszeghy (en)   | 28 octobre 1933    | 20 décembre 1994   | 1955          | 1955               | 1          | 0    |
| Jiří Feureisl              | 3 octobre 1931     |                    | 1956          | 1958               | 11         | 7    |
| Adolf Fiala (cs)           | 18 février 1909    | 18 janvier 1985    | 1936          | 1936               | 1          | 0    |
| Jan Fiala                  | 19 mai 1956        |                    | 1977          | 1987               | 58         | 1    |
| Peter Fieber               | 16 mai 1964        |                    | 1988          | 1988               | 3          | 0    |
| Jozef Fillo (cs)           | 7 avril 1945       |                    | 1964          | 1964               | 1          | 0    |
| Karel Finek                | 27 mai 1920        | 8 septembre 1989   | 1946          | 1946               | 2          | 0    |
| Otto Fleischmann (cs)      | 28 avril 1906      | 5 décembre 1950    | 1926          | 1927               | 3          | 1    |
| Anton Flešár               | 8 mai 1944         |                    | 1970          | 1972               | 2          | 0    |
| Emil Folta (cs)            | 10 juin 1924       | 22 mai 1992        | 1948          | 1948               | 1          | 0    |
| Milan Frýda (cs)           | 26 août 1965       |                    | 1991          | 1991               | 1          | 0    |
| Martin Frýdek              | 9 mars 1969        |                    | 1991          | 1992               | 8          | 0    |
| Kazimír Gajdoš             | 28 mars 1934       | 8 novembre 2016    | 1957          | 1957               | 4          | 0    |
| Miroslav Gajdůšek          | 20 septembre 1951  |                    | 1971          | 1980               | 48         | 4    |
| Josef Galáb (cs)           | 20 février 1914    | 27 juin 1973       | 1946          | 1946               | 1          | 0    |
| Dušan Galis                | 24 novembre 1949   |                    | 1975          | 1977               | 8          | 1    |
| Ján Geleta                 | 13 septembre 1943  |                    | 1964          | 1970               | 19         | 2    |
| Miloš Glonek               | 26 septembre 1968  |                    | 1991          | 1993               | 13         | 0    |
| Jozef Gögh (cs)            | 3 janvier 1928     |                    | 1951          | 1952               | 2          | 0    |
| Koloman Gögh               | 7 janvier 1948     | 11 novembre 1995   | 1974          | 1980               | 55         | 1    |
| Stanislav Griga            | 4 novembre 1961    |                    | 1983          | 1990               | 34         | 8    |
| Alois Grussmann (en)       | 6 septembre 1964   |                    | 1988          | 1991               | 6          | 1    |
| Vladimír Hagara            | 7 novembre 1943    | 24 mai 2015        | 1968          | 1973               | 25         | 4    |
| Ferdinand Hajný (cs)       | 3 février 1899     | 28 juillet 1978    | 1922          | 1929               | 12         | 0    |
| Karel Hanáček (cs)         | 27 avril 1925      | 21 mars 2001       | 1952          | 1952               | 2          | 0    |
| Jiří Hanke                 | 12 décembre 1924   | 11 décembre 2006   | 1946          | 1949               | 5          | 0    |
| Pavel Hapal                | 27 juillet 1969    |                    | 1991          | 1993               | 21         | 1    |
| Ivan Hašek                 | 6 septembre 1963   |                    | 1984          | 1993               | 55         | 5    |
| Vlastimil Havlíček (cs)    | 12 juillet 1924    | 5 février 1991     | 1948          | 1950               | 5          | 0    |
| Karel Hejma (cs)           | 10 août 1905       | 5 novembre 1980    | 1930          | 1931               | 3          | 1    |
| Jiří Hejský (cs)           | 23 septembre 1927  | 23 juillet 1998    | 1955          | 1955               | 5          | 0    |
| Otto Hemele                | 22 janvier 1926    | 31 mai 2001        | 1948          | 1954               | 10         | 4    |
| Alois Hercík (cs)          | 28 janvier 1935    |                    | 1958          | 1958               | 1          | 0    |
| Dušan Herda                | 15 juillet 1951    |                    | 1972          | 1972               | 2          | 0    |
| Peter Herda                | 25 novembre 1956   |                    | 1986          | 1986               | 1          | 0    |
| Jan Hertl                  | 23 janvier 1929    | 14 mai 1996        | 1952          | 1958               | 23         | 1    |
| Karel Hes (cs)             | 7 septembre 1911   | 1947               | 1933          | 1934               | 5          | 0    |
| Jiří Hildebrandt (cs)      | 20 mai 1933        | 13 juin 2015       | 1959          | 1959               | 1          | 0    |
| Michal Hipp                | 13 mars 1963       |                    | 1990          | 1991               | 5          | 0    |
| Ladislav Hlaváček          | 26 juin 1925       | 21 avril 2014      | 1948          | 1954               | 15         | 5    |
| František Hlavatý (cs)     | 11 février 1931    | 27 octobre 2013    | 1955          | 1955               | 1          | 0    |
| Ján Hlavatý (cs)           | 14 mai 1953        |                    | 1979          | 1979               | 1          | 0    |
| Jiří Hledík                | 19 avril 1929      | 25 avril 2015      | 1953          | 1962               | 28         | 1    |
| František Hochmann (en)    | 2 avril 1904       | 4 mars 1986        | 1924          | 1931               | 7          | 0    |
| František Hoholko (en)     | 1er mai 1947       | 9 février 2005     | 1970          | 1970               | 1          | 0    |
| Antonin Hojer (en)         | 31 mars 1894       | 22 octobre 1964    | 1920          | 1930               | 35         | 3    |
| František Hojer (en)       | 27 avril 1896      | 13 décembre 1940   | 1923          | 1926               | 5          | 0    |
| Petr Holota (en)           | 16 mai 1965        |                    | 1991          | 1991               | 1          | 0    |
| Vladimír Hönig (cs)        | 11 janvier 1921    | 8 avril 1999       | 1946          | 1946               | 1          | 0    |
| Karel Horák (cs)           | 26 février 1918    | 5 février 1988     | 1946          | 1947               | 6          | 0    |
| Václav Horák               | 27 septembre 1912  | 15 novembre 2000   | 1934          | 1938               | 11         | 5    |
| Alexander Horváth          | 28 décembre 1938   |                    | 1964          | 1970               | 26         | 3    |
| Zbyněk Hotový (cs)         | 11 octobre 1953    |                    | 1981          | 1983               | 2          | 0    |
| André Houška (cs)          | 21 mai 1926        | 19 avril 1991      | 1954          | 1955               | 3          | 0    |
| Václav Hovorka             | 19 septembre 1931  | 14 octobre 1996    | 1958          | 1958               | 4          | 2    |
| Ivan Hrdlička              | 20 novembre 1943   |                    | 1964          | 1971               | 17         | 2    |
| Vladimír Hrivnák           | 23 avril 1945      | 17 octobre 2014    | 1969          | 1972               | 13         | 0    |
| Karel Hromádka (cs)        | 20 juin 1903       | 27 novembre 1968   | 1933          | 1933               | 1          | 0    |
| Josef Hronek (cs)          | 17 octobre 1921    | 2 octobre 2004     | 1948          | 1948               | 1          | 0    |
| Anton Hrušecký (en)        | 2 janvier 1942     | 18 juin 2019       | 1972          | 1972               | 3          | 1    |
| Václav Hruška (cs)         | 12 juin 1909       |                    | 1932          | 1935               | 2          | 1    |
| Vladimír Hruška (en)       | 2 août 1957        |                    | 1985          | 1985               | 3          | 1    |
| Zdeněk Hruška              | 25 juillet 1954    |                    | 1977          | 1983               | 24         | 0    |
| Viliam Hýravý              | 26 novembre 1962   |                    | 1987          | 1990               | 11         | 0    |
| Andrej Iľko (cs)           | 2 janvier 1925     |                    | 1951          | 1951               | 1          | 0    |
| František Ipser (en)       | 16 août 1927       | 8 décembre 1999    | 1951          | 1953               | 4          | 0    |
| Viliam Jakubčík (cs)       | 5 octobre 1928     | 11 octobre 1998    | 1952          | 1956               | 4          | 0    |
| František Jakubec          | 12 avril 1956      | 27 mai 2016        | 1981          | 1984               | 25         | 1    |
| Antonín Janda              | 21 septembre 1892  | 21 janvier 1961    | 1920          | 1923               | 10         | 12   |
| Petr Janečka               | 25 novembre 1957   |                    | 1978          | 1987               | 39         | 9    |
| Josef Janík (cs)           | 1921               |                    | 1946          | 1946               | 2          | 1    |
| Vojtech Jankovič (cs)      | 24 septembre 1928  | 24 février 1993    | 1957          | 1957               | 1          | 0    |
| Jan Jarkovský (cs)         | 16 janvier 1947    |                    | 1973          | 1975               | 5          | 0    |
| Karel Jarolím              | 23 août 1956       |                    | 1982          | 1987               | 13         | 2    |
| Karel Jarůšek (en)         | 2 décembre 1952    |                    | 1977          | 1980               | 15         | 1    |
| Jiří Ječný (cs)            | 1er février 1929   | 11 décembre 2014   | 1956          | 1956               | 2          | 0    |
| Karel Jehlička (cs)        | 15 novembre 1908   | 1988               | 1929          | 1929               | 1          | 0    |
| Josef Jelínek (en)         | 6 juillet 1899     | 10 janvier 1973    | 1921          | 1927               | 15         | 2    |
| Josef Jelínek              | 9 janvier 1941     |                    | 1961          | 1962               | 10         | 2    |
| Jiří Jeslínek (en)         | 16 avril 1962      |                    | 1985          | 1985               | 1          | 0    |
| Jindřich Jindra (cs)       | 19 mai 1936        |                    | 1961          | 1964               | 2          | 0    |
| Václav Jíra                | 2 août 1921        | 9 novembre 1992    | 1947          | 1952               | 6          | 0    |
| Karol Jokl                 | 29 août 1945       | 28 octobre 1996    | 1963          | 1972               | 27         | 11   |
| Alois Jonák (cs)           | 13 décembre 1925   | 12 novembre 1999   | 1949          | 1952               | 3          | 0    |
| Bohumil Joska (cs)         | 4 juillet 1907     | 25 juillet 1979    | 1930          | 1930               | 1          | 0    |
| Ladislav Józsa             | 16 janvier 1948    | 12 décembre 1999   | 1977          | 1977               | 1          | 0    |
| František Junek            | 17 janvier 1907    | 19 mars 1970       | 1929          | 1934               | 32         | 7    |
| Bartoloměj Juraško (cs)    | 31 août 1962       |                    | 1991          | 1991               | 4          | 0    |
| Josef Jurkanin             | 5 mars 1949        |                    | 1967          | 1975               | 12         | 2    |
| Ladislav Jurkemik          | 20 juillet 1953    |                    | 1975          | 1983               | 57         | 3    |
| Dušan Kabát (en)           | 20 août 1944       |                    | 1965          | 1973               | 24         | 2    |
| Ladislav Kačáni            | 1er avril 1931     | 5 février 2018     | 1953          | 1962               | 20         | 3    |
| Miroslav Kadlec            | 22 juin 1964       |                    | 1987          | 1993               | 38         | 1    |
| Josef Kadraba              | 29 septembre 1933  | 5 août 2019        | 1958          | 1963               | 17         | 9    |
| Antonín Kaliba (cs)        | 19 septembre 1898  | 3 octobre 1936     | 1922          | 1926               | 6          | 0    |
| Gejza Kalocsay             | 30 mai 1913        | 26 septembre 2008  | 1933          | 1935               | 3          | 0    |
| Jan Kalous (cs)            | 12 mars 1922       | 5 mars 2002        | 1946          | 1952               | 3          | 0    |
| Karl Kanhäuser (en)        | 18 juillet 1900    |                    | 1931          | 1931               | 2          | 0    |
| Ján Kapko (en)             | 13 septembre 1960  |                    | 1982          | 1988               | 3          | 0    |
| Ferdinand Kardoš (cs)      | 4 juillet 1905     | 23 décembre 1984   | 1931          | 1931               | 1          | 0    |
| Ján Karel (cs)             | 28 octobre 1924    | 11 novembre 2005   | 1953          | 1953               | 3          | 0    |
| Jozef Karel (en)           | 13 septembre 1922  | 26 septembre 2005  | 1946          | 1948               | 7          | 0    |
| Ladislav Kareš (cs)        | 19 novembre 1919   | 15 mai 2001        | 1949          | 1950               | 2          | 0    |
| František Karkó (cs)       | 27 février 1944    |                    | 1971          | 1971               | 2          | 2    |
| Vojtěch Kastl (cs)         | 8 mars 1908        | 3 janvier 1968     | 1936          | 1936               | 1          | 0    |
| Dušan Kéketi               | 24 mars 1951       |                    | 1973          | 1980               | 7          | 0    |
| Vladimír Kinder (en)       | 9 mars 1969        |                    | 1993          | 1993               | 1          | 0    |
| Vladimír Kinier            | 6 avril 1958       |                    | 1984          | 1990               | 10         | 0    |
| Rudolf Klapka (en)         | 24 août 1889       | 11 septembre 1951  | 1920          | 1920               | 4          | 0    |
| Jiří Klement (cs)          | 1er mars 1948      | 16 décembre 2015   | 1972          | 1974               | 4          | 0    |
| Bohumil Klenovec (cs)      | 18 mars 1912       | 14 janvier 1971    | 1935          | 1936               | 3          | 0    |
| Antonín Klicpera (cs)      | 25 mars 1901       |                    | 1924          | 1929               | 2          | 0    |
| Miloš Klimek (cs)          | 20 mai 1924        | 5 novembre 1982    | 1946          | 1949               | 5          | 2    |
| Pavel Klouček (cs)         | 17 juin 1955       |                    | 1978          | 1978               | 1          | 0    |
| František Kloz             | 19 mai 1905        | 13 juin 1945       | 1929          | 1937               | 10         | 6    |
| Lubomír Knapp (cs)         | 19 novembre 1950   |                    | 1974          | 1977               | 10         | 0    |
| František Knebort          | 19 janvier 1944    |                    | 1965          | 1965               | 2          | 3    |
| Karel Knesl                | 8 avril 1942       |                    | 1966          | 1966               | 1          | 0    |
| Jan Knížek (cs)            | 8 juillet 1901     |                    | 1926          | 1926               | 2          | 0    |
| Jan Knobloch (cs)          | 20 juillet 1905    | 3 août 1976        | 1929          | 1933               | 18         | 1    |
| Ivo Knoflíček              | 23 février 1962    |                    | 1983          | 1992               | 38         | 7    |
| Ján Kocian                 | 13 mars 1958       |                    | 1984          | 1992               | 26         | 0    |
| Stanislav Kocourek (cs)    | 12 juin 1921       | 14 septembre 1992  | 1946          | 1949               | 12         | 0    |
| Géza Kocsis                | 25 novembre 1910   | 12 mars 1958       | 1933          | 1933               | 1          | 1    |
| Ľudovít Koiš (cs)          | 9 août 1935        | 14 mai 2012        | 1958          | 1958               | 1          | 0    |
| Václav Kokštejn (cs)       | 22 septembre 1923  | 9 mai 1996         | 1947          | 1952               | 12         | 1    |
| František Kolenatý         | 29 janvier 1900    | 24 février 1956    | 1920          | 1931               | 28         | 1    |
| Karel Kolský               | 21 septembre 1914  | 17 février 1984    | 1937          | 1948               | 13         | 0    |
| Mikuláš Komanický (en)     | 31 juillet 1951    |                    | 1972          | 1972               | 1          | 0    |
| Vilém König                | 18 septembre 1903  | 5 mars 1973        | 1926          | 1926               | 1          | 0    |
| Anton Kopčan (cs)          | 24 février 1929    | 15 mars 2001       | 1953          | 1953               | 2          | 0    |
| Karel Kopecký (cs)         | 19 mai 1921        | 18 août 1981       | 1946          | 1947               | 4          | 0    |
| Vlastimil Kopecký          | 14 octobre 1912    | 31 juillet 1967    | 1932          | 1948               | 23         | 5    |
| František Kopřiva (cs)     | 28 janvier 1891    | 1963               | 1922          | 1922               | 1          | 0    |
| Július Korostelev          | 19 juin 1923       | 18 octobre 2006    | 1946          | 1946               | 1          | 0    |
| Rudolf Kos (cs)            | 12 avril 1910      | 11 février 1977    | 1935          | 1937               | 2          | 0    |
| Jaroslav Košnar            | 17 août 1930       | 21 avril 1985      | 1953          | 1954               | 2          | 0    |
| Josef Košťálek             | 31 août 1909       | 21 novembre 1971   | 1930          | 1938               | 42         | 2    |
| Petr Kostelník (en)        | 5 février 1964     |                    | 1986          | 1988               | 3          | 0    |
| Martin Kotůlek             | 11 septembre 1969  |                    | 1991          | 1991               | 1          | 0    |
| Pavel Kouba                | 1er septembre 1938 | 13 septembre 1993  | 1963          | 1963               | 3          | 0    |
| Petr Kouba                 | 28 janvier 1969    |                    | 1991          | 1993               | 14         | 0    |
| Ladislav Koubek (cs)       | 21 avril 1920      | 9 octobre 1992     | 1946          | 1955               | 8          | 0    |
| Zdeněk Koubek (cs)         | 25 novembre 1948   |                    | 1972          | 1975               | 5          | 0    |
| Ervín Kováč (en)           | 16 juin 1911       | 30 octobre 1972    | 1937          | 1937               | 1          | 0    |
| Luděk Kovačík (cs)         | 24 août 1961       |                    | 1983          | 1983               | 2          | 0    |
| Alexander Kovács (cs)      | 8 octobre 1950     |                    | 1977          | 1977               | 1          | 0    |
| Ján Kozák                  | 17 avril 1954      |                    | 1976          | 1984               | 55         | 9    |
| Karel Koželuh              | 7 mars 1895        | 27 avril 1950      | 1923          | 1923               | 2          | 1    |
| František Kozinka (cs)     | 25 novembre 1945   |                    | 1976          | 1976               | 1          | 0    |
| Antonín Kramerius (en)     | 10 juillet 1939    | 15 janvier 2019    | 1967          | 1970               | 2          | 0    |
| Jaroslav Krasl (cs)        | 23 mars 1932       |                    | 1952          | 1952               | 2          | 0    |
| Anton Krásnohorský         | 22 octobre 1925    | 25 juillet 1988    | 1949          | 1952               | 9          | 0    |
| Josef Kratochvíl (en)      | 9 février 1905     | 8 juillet 1984     | 1925          | 1930               | 20         | 4    |
| Tadeáš Kraus               | 22 octobre 1932    | 31 octobre 2018    | 1953          | 1959               | 23         | 6    |
| Jaroslav Kravárik (cs)     | 5 décembre 1941    |                    | 1965          | 1965               | 1          | 0    |
| Rudolf Krčil               | 5 mars 1906        | 3 avril 1981       | 1929          | 1935               | 20         | 0    |
| Eduard Krčma (cs)          | 25 avril 1898      | 17 septembre 1960  | 1926          | 1926               | 1          | 0    |
| František Krejčí (cs)      | 26 février 1898    |                    | 1922          | 1922               | 1          | 0    |
| Arnošt Kreuz               | 9 mai 1912         | 9 février 1974     | 1931          | 1938               | 3          | 0    |
| Antonín Křišťál (cs)       | 4 février 1904     | 1976               | 1926          | 1926               | 4          | 1    |
| Ondrej Krištofík (en)      | 10 septembre 1966  |                    | 1991          | 1992               | 6          | 1    |
| Tomáš Kříž                 | 17 mars 1959       |                    | 1981          | 1986               | 10         | 0    |
| Jiří Křižák (cs)           | 22 mai 1924        | 5 mai 1981         | 1947          | 1955               | 3          | 0    |
| Otto Krompholz (en)        | 3 février 1899     |                    | 1924          | 1926               | 2          | 0    |
| Karel Kroupa               | 15 avril 1950      |                    | 1974          | 1980               | 21         | 4    |
| László Kubala              | 10 juin 1927       | 17 mai 2002        | 1946          | 1947               | 6          | 4    |
| Luboš Kubík                | 20 janvier 1964    |                    | 1985          | 1993               | 39         | 10   |
| Jaroslav Kučera (cs)       | 28 janvier 1905    | 12 mai 1984        | 1931          | 1931               | 2          | 0    |
| Rudolf Kučera              | 23 janvier 1940    |                    | 1961          | 1963               | 7          | 3    |
| Josef Kuchař (cs)          | 2 avril 1901       | 13 mars 1986       | 1924          | 1924               | 1          | 0    |
| Josef Kuchynka (en)        | 4 août 1894        | 9 janvier 1979     | 1924          | 1924               | 1          | 0    |
| Reiner Kugler (cs)         | 5 février 1911     |                    | 1938          | 1938               | 1          | 0    |
| Pavel Kuka                 | 19 juillet 1968    |                    | 1990          | 1993               | 24         | 7    |
| Roman Kukleta              | 22 décembre 1964   | 26 octobre 2011    | 1991          | 1991               | 4          | 0    |
| Jozef Kukučka              | 13 mars 1957       |                    | 1981          | 1985               | 7          | 0    |
| Karel Kula                 | 10 août 1963       |                    | 1985          | 1992               | 40         | 5    |
| Zdeněk Kummermann (cs)     | 13 janvier 1903    | 1942               | 1926          | 1926               | 2          | 0    |
| Ladislav Kuna              | 3 avril 1947       | 1er février 2012   | 1966          | 1974               | 47         | 9    |
| Karel Kužel (cs)           | 28 août 1899       |                    | 1923          | 1923               | 1          | 0    |
| Josef Kvapil (cs)          | 4 juin 1920        | 1988               | 1947          | 1952               | 5          | 1    |
| Oldřich Kvapil (cs)        | 20 février 1911    | 9 mars 1975        | 1936          | 1936               | 1          | 0    |
| Andrej Kvašňák             | 19 mai 1936        | 18 avril 2007      | 1960          | 1970               | 47         | 13   |
| Jan Lála                   | 10 septembre 1938  |                    | 1962          | 1967               | 37         | 1    |
| Ľudovít Lancz (en)         | 2 juin 1964        | 20 juillet 2004    | 1991          | 1992               | 2          | 1    |
| Bozhin Laskov (en)         | 15 février 1922    | 2 avril 2007       | 1953          | 1953               | 3          | 0    |
| Antonín Laštovička (cs)    | 3 novembre 1898    | 17 septembre 1973  | 1924          | 1924               | 1          | 1    |
| Radoslav Látal             | 6 janvier 1970     |                    | 1991          | 1993               | 11         | 2    |
| Vladislav Lauda (en)       | 25 janvier 1955    |                    | 1985          | 1985               | 3          | 1    |
| Jozef Levický (cs)         | 15 novembre 1942   |                    | 1967          | 1967               | 1          | 0    |
| Stanislav Levý (en)        | 2 mai 1958         |                    | 1983          | 1988               | 25         | 0    |
| Karel Lichtnégl            | 30 août 1936       | 15 janvier 2015    | 1963          | 1964               | 3          | 0    |
| Verner Lička               | 15 septembre 1954  |                    | 1980          | 1981               | 9          | 1    |
| Josef Ludl                 | 3 juin 1916        | 1er août 1998      | 1937          | 1948               | 13         | 3    |
| Ľubomír Luhový             | 31 mars 1967       |                    | 1990          | 1993               | 2          | 0    |
| Milan Luhový               | 1er janvier 1963   |                    | 1982          | 1991               | 31         | 7    |
| Vlastimil Luka (cs)        | 7 juin 1920        | 8 décembre 2012    | 1946          | 1946               | 1          | 0    |
| Jozef Luknár (cs)          | 15 janvier 1915    | 13 mai 1966        | 1938          | 1938               | 1          | 0    |
| Ján Luža (cs)              | 16 mai 1948        |                    | 1972          | 1972               | 2          | 0    |
| Luděk Macela               | 3 octobre 1950     | 16 juin 2016       | 1980          | 1981               | 8          | 0    |
| Paul Mahrer (en)           | 23 mai 1900        | 18 décembre 1985   | 1923          | 1926               | 6          | 0    |
| Kamil Majerník (en)        | 25 octobre 1943    |                    | 1967          | 1970               | 4          | 0    |
| Anton Malatinský           | 15 janvier 1920    | 1er décembre 1992  | 1948          | 1951               | 10         | 0    |
| Josef Maloun (cs)          | 11 février 1905    | 28 avril 1972      | 1927          | 1927               | 1          | 1    |
| Miloslav Malý (cs)         | 16 décembre 1924   | 1985               | 1948          | 1948               | 1          | 0    |
| František Mareš (cs)       | 21 mai 1910        | 15 avril 1942      | 1935          | 1935               | 1          | 0    |
| Jan Mareš (cs)             | 16 décembre 1945   |                    | 1972          | 1972               | 2          | 0    |
| Jiří Mareš (cs)            | 17 septembre 1897  |                    | 1926          | 1926               | 3          | 1    |
| Jozef Marko                | 25 mai 1923        | 26 septembre 1996  | 1948          | 1949               | 9          | 1    |
| Alexandr Markusek (cs)     | 28 novembre 1920   |                    | 1952          | 1952               | 1          | 0    |
| Jan Maroši (en)            | 4 novembre 1965    |                    | 1991          | 1992               | 2          | 0    |
| Václav Mašek               | 21 mars 1941       |                    | 1960          | 1965               | 16         | 5    |
| Marián Masný               | 13 août 1950       |                    | 1974          | 1982               | 75         | 18   |
| Vojtech Masný              | 8 juillet 1938     |                    | 1964          | 1967               | 9          | 3    |
| Josef Masopust             | 9 février 1931     | 29 juin 2015       | 1954          | 1966               | 63         | 10   |
| Jaroslav Masrna (en)       | 26 mai 1949        |                    | 1974          | 1974               | 1          | 0    |
| Štěpán Matěj (cs)          | 16 mai 1901        | 20 avril 1974      | 1922          | 1931               | 5          | 0    |
| Štefan Matlák              | 6 février 1934     | 10 avril 2003      | 1959          | 1964               | 3          | 0    |
| František Matys (cs)       | 27 novembre 1923   | 14 avril 1986      | 1950          | 1950               | 1          | 0    |
| Josef Mazura               | 23 avril 1956      |                    | 1981          | 1981               | 1          | 0    |
| Karel Meduna               | 25 mars 1897       | 17 octobre 1964    | 1926          | 1929               | 6          | 1    |
| Ján Medviď (cs)            | 18 août 1946       |                    | 1972          | 1975               | 7          | 0    |
| Michal Medviď (cs)         | 1er mai 1940       |                    | 1964          | 1964               | 2          | 0    |
| Jan Melka (cs)             | 14 février 1914    | 12 octobre 1997    | 1935          | 1937               | 5          | 0    |
| Oldřich Menclík (cs)       | 14 juin 1923       | 14 décembre 2003   | 1946          | 1955               | 15         | 1    |
| Pavol Michalík (en)        | 29 novembre 1951   |                    | 1976          | 1978               | 11         | 0    |
| Tibor Mičinec (en)         | 10 octobre 1958    |                    | 1984          | 1987               | 7          | 1    |
| Václav Migas               | 16 septembre 1944  | 23 septembre 2000  | 1969          | 1970               | 8          | 0    |
| Luděk Mikloško             | 9 décembre 1961    |                    | 1982          | 1991               | 39         | 0    |
| Lumír Mistr (en)           | 12 janvier 1969    |                    | 1992          | 1992               | 2          | 0    |
| Jozef Móder                | 19 septembre 1947  |                    | 1972          | 1977               | 17         | 3    |
| Vladimír Mojžíš (cs)       | 1er février 1944   | 26 août 2016       | 1970          | 1970               | 1          | 0    |
| Vladimír Mokrohajský (cs)  | 29 mai 1935        |                    | 1963          | 1963               | 1          | 0    |
| Ladislav Molnár            | 12 septembre 1960  |                    | 1993          | 1993               | 1          | 0    |
| Pavol Molnár               | 13 février 1936    |                    | 1956          | 1960               | 20         | 3    |
| Anton Moravčík             | 3 juin 1931        | 12 décembre 1996   | 1952          | 1960               | 25         | 10   |
| Ľubomír Moravčík           | 22 juin 1965       |                    | 1987          | 1993               | 42         | 6    |
| Václav Morávek (cs)        | 3 novembre 1921    | 22 mars 2001       | 1948          | 1951               | 10         | 0    |
| Jaroslav Moták (cs)        | 17 avril 1909      | 20 juin 1984       | 1935          | 1935               | 1          | 0    |
| František Mottl (cs)       | 16 juin 1932       | 1er mars 2011      | 1957          | 1957               | 1          | 0    |
| Antonín Moudrý (cs)        | 31 janvier 1905    | 24 juillet 1979    | 1929          | 1932               | 2          | 0    |
| Alois Mourek (cs)          | 21 septembre 1913  | 2 février 1988     | 1937          | 1937               | 1          | 0    |
| Gustáv Mráz                | 11 septembre 1934  |                    | 1957          | 1959               | 11         | 0    |
| Ivan Mráz                  | 24 mai 1941        |                    | 1964          | 1965               | 4          | 5    |
| Ladislav Mráz (cs)         | 27 août 1909       | 7 mars 1962        | 1934          | 1934               | 1          | 0    |
| Otto Mráz (cs)             | 5 février 1901     | 1973               | 1924          | 1924               | 1          | 0    |
| Peter Mráz (cs)            | 27 juin 1954       |                    | 1976          | 1977               | 4          | 0    |
| Ladislav Müller (cs)       | 2 septembre 1925   | 27 octobre 2018    | 1952          | 1952               | 3          | 2    |
| Peter Mutkovič (en)        | 19 octobre 1945    |                    | 1970          | 1970               | 2          | 0    |
| Alexander Nagy (cs)        | 10 février 1944    | 12 avril 2010      | 1970          | 1970               | 2          | 0    |
| Vilhelm Náhlovský (cs)     | 25 juillet 1910    | 28 septembre 1969  | 1934          | 1934               | 2          | 0    |
| Zdeněk Nehoda              | 9 mai 1952         |                    | 1971          | 1987               | 90         | 31   |
| František Nejedlý (cs)     | 2 juillet 1907     | 8 février 1979     | 1934          | 1934               | 1          | 0    |
| Oldřich Nejedlý            | 26 décembre 1909   | 11 juin 1990       | 1931          | 1938               | 43         | 28   |
| Jaroslav Němec (en)        | 6 mars 1954        |                    | 1982          | 1985               | 4          | 0    |
| Jiří Němec                 | 15 mai 1966        |                    | 1990          | 1993               | 20         | 0    |
| Milan Nemec (en)           | 14 février 1959    |                    | 1984          | 1984               | 2          | 0    |
| Petr Němec                 | 7 juin 1957        |                    | 1981          | 1981               | 5          | 0    |
| Václav Němeček             | 25 janvier 1967    |                    | 1988          | 1993               | 40         | 5    |
| Karel Nepomucký            | 20 juillet 1939    |                    | 1964          | 1964               | 1          | 0    |
| Jaroslav Netolička         | 3 mars 1954        |                    | 1978          | 1981               | 15         | 0    |
| Antonín Novák (cs)         | 3 mai 1907         | 8 octobre 1982     | 1930          | 1931               | 4          | 2    |
| Igor Novák (cs)            | 10 avril 1948      | 13 novembre 2006   | 1972          | 1974               | 6          | 1    |
| Ivan Novák (cs)            | 5 juin 1942        |                    | 1966          | 1966               | 3          | 0    |
| Jan Novák (en)             | 5 juillet 1896     | 10 avril 1968      | 1924          | 1924               | 2          | 1    |
| Jiří Novák (cs)            | 7 avril 1945       |                    | 1970          | 1970               | 1          | 0    |
| Josef Novák (en)           | 20 octobre 1900    | 1974               | 1924          | 1924               | 1          | 0    |
| Josef Novák (en)           | 29 juillet 1956    |                    | 1985          | 1987               | 12         | 2    |
| Karel Novák (cs)           | 9 décembre 1925    | 13 novembre 2007   | 1952          | 1952               | 2          | 0    |
| Ladislav Novák             | 5 décembre 1931    | 21 mars 2011       | 1952          | 1966               | 75         | 1    |
| Otto Novák (en)            | 22 mars 1902       | 15 octobre 1984    | 1924          | 1927               | 6          | 3    |
| Jiří Novotný               | 7 avril 1970       |                    | 1991          | 1993               | 12         | 0    |
| Otakar Nožíř               | 12 mars 1917       | 2 septembre 2006   | 1946          | 1946               | 2          | 0    |
| Karel Nytl (cs)            | 18 décembre 1892   | 28 décembre 1958   | 1921          | 1921               | 1          | 0    |
| Oldřich Nývlt (cs)         | 17 décembre 1912   | 16 octobre 1982    | 1935          | 1935               | 1          | 0    |
| Jozef Obert (en)           | 4 janvier 1938     |                    | 1958          | 1958               | 4          | 0    |
| Jiří Ondra (en)            | 7 juin 1957        |                    | 1982          | 1987               | 20         | 0    |
| Josef Ondračka (cs)        | 11 juillet 1929    | 1988               | 1960          | 1960               | 1          | 0    |
| Ján Ondrášek (cs)          | 26 décembre 1942   |                    | 1966          | 1966               | 2          | 0    |
| Anton Ondruš               | 27 mars 1950       |                    | 1974          | 1980               | 58         | 9    |
| Antonín Panenka            | 2 décembre 1948    |                    | 1973          | 1982               | 59         | 17   |
| Ehrenfried Patzel (en)     | 2 décembre 1914    | 8 mars 2004        | 1934          | 1935               | 4          | 0    |
| Emil Paulin (cs)           | 31 mai 1896        |                    | 1923          | 1923               | 1          | 0    |
| Jan Paulin (cs)            | 11 février 1897    | 8 novembre 1978    | 1926          | 1926               | 1          | 0    |
| Miroslav Pauřík (cs)       | 8 août 1950        |                    | 1977          | 1977               | 4          | 0    |
| Rudolf Pavlík (cs)         | 4 novembre 1962    |                    | 1991          | 1991               | 1          | 0    |
| Václav Pavlis (en)         | 7 mars 1930        | 24 décembre 2007   | 1949          | 1952               | 2          | 0    |
| Ladislav Pavlovič          | 8 avril 1926       | 28 janvier 2013    | 1952          | 1960               | 14         | 2    |
| Arnošt Pazdera (cs)        | 16 septembre 1929  |                    | 1952          | 1958               | 19         | 3    |
| Emil Pažický               | 14 octobre 1927    | 21 novembre 2003   | 1949          | 1955               | 18         | 7    |
| Ladislav Pecko (en)        | 27 juin 1968       |                    | 1990          | 1992               | 11         | 1    |
| Ivan Pekárik (cs)          | 6 avril 1952       | 28 juillet 1980    | 1972          | 1974               | 8          | 1    |
| Stanislav Pelc (en)        | 31 octobre 1955    |                    | 1982          | 1985               | 3          | 0    |
| František Pelcner (cs)     | 4 septembre 1909   | 16 mars 1985       | 1931          | 1933               | 3          | 3    |
| Vladimír Perk (cs)         | 22 juillet 1920    | 2 janvier 1998     | 1946          | 1946               | 1          | 0    |
| Antonín Perner (en)        | 29 janvier 1899    | 24 novembre 1973   | 1920          | 1931               | 28         | 1    |
| Jiří Pešek                 | 4 juin 1927        | 20 mai 2011        | 1947          | 1957               | 11         | 1    |
| Karel Pešek                | 20 septembre 1895  | 30 septembre 1970  | 1920          | 1931               | 44         | 1    |
| Jan Petráň (cs)            | 9 septembre 1924   |                    | 1952          | 1952               | 1          | 0    |
| Ladislav Petráš            | 1er décembre 1946  |                    | 1969          | 1977               | 19         | 6    |
| Jozef Petrovič (cs)        | 21 août 1948       |                    | 1970          | 1970               | 1          | 0    |
| Vlastimil Petržela         | 20 juillet 1953    |                    | 1982          | 1983               | 2          | 0    |
| František Peyr (cs)        | 5 août 1896        | 26 novembre 1955   | 1923          | 1923               | 2          | 0    |
| Zdeněk Pičman              | 23 janvier 1933    | 6 juillet 2014     | 1964          | 1964               | 1          | 0    |
| Václav Pilát (en)          | 6 mai 1888         | 27 janvier 1971    | 1920          | 1922               | 4          | 0    |
| Ján Pivarník               | 13 novembre 1947   |                    | 1968          | 1977               | 39         | 1    |
| Jan Plaček (en)            | 5 octobre 1894     | 18 décembre 1957   | 1920          | 1920               | 1          | 0    |
| František Plánička         | 2 juin 1904        | 20 juillet 1996    | 1926          | 1938               | 73         | 0    |
| Ferdinand Plánický (cs)    | 22 mai 1920        | 10 avril 2001      | 1946          | 1946               | 2          | 1    |
| František Plass (en)       | 18 avril 1944      |                    | 1968          | 1972               | 11         | 0    |
| Josef Pleticha (en)        | 10 février 1902    | 6 janvier 1951     | 1924          | 1931               | 9          | 0    |
| František Plodr (cs)       | 28 août 1896       | 1957               | 1921          | 1926               | 6          | 1    |
| Svatopluk Pluskal          | 28 octobre 1930    | 29 mai 2005        | 1952          | 1965               | 56         | 1    |
| Karel Podrazil (cs)        | 2 janvier 1905     | 8 janvier 1973     | 1926          | 1931               | 17         | 5    |
| Miroslav Pohuněk (cs)      | 23 février 1934    |                    | 1964          | 1964               | 1          | 0    |
| Lubomír Pokluda (en)       | 17 mars 1958       |                    | 1980          | 1982               | 4          | 0    |
| Vlastimil Pokorný (cs)     | 16 mai 1926        |                    | 1948          | 1949               | 7          | 0    |
| Jaroslav Poláček (cs)      | 5 avril 1905       | 5 janvier 1927     | 1925          | 1925               | 1          | 0    |
| Jaroslav Pollák            | 11 juillet 1947    |                    | 1968          | 1980               | 49         | 1    |
| Ján Popluhár               | 12 août 1935       | 6 mars 2011        | 1958          | 1967               | 62         | 1    |
| Tomáš Porubský (en)        | 2 septembre 1914   | 19 juin 1973       | 1937          | 1937               | 1          | 0    |
| Stefan Pospichal (cs)      | 17 novembre 1910   | 1940               | 1935          | 1935               | 1          | 0    |
| Tomáš Pospíchal            | 26 juin 1936       | 21 octobre 2003    | 1956          | 1965               | 26         | 8    |
| Miroslav Pospíšil (en)     | 27 septembre 1890  | 1964               | 1920          | 1922               | 5          | 0    |
| Marek Poštulka (en)        | 21 juin 1970       |                    | 1993          | 1993               | 2          | 2    |
| Ladislav Přáda (cs)        | 4 avril 1932       | 19 décembre 1995   | 1953          | 1956               | 11         | 5    |
| Vlastimil Preis (cs)       | 12 février 1921    | 8 février 2000     | 1948          | 1950               | 12         | 7    |
| Zdeněk Procházka           | 12 janvier 1928    | 24 septembre 2016  | 1953          | 1957               | 8          | 1    |
| Zdeněk Prokeš (en)         | 13 juin 1953       |                    | 1977          | 1985               | 19         | 1    |
| Eugen Prošovský (cs)       | 9 décembre 1922    |                    | 1948          | 1948               | 2          | 0    |
| Karel Průcha (cs)          | 23 août 1914       |                    | 1937          | 1938               | 5          | 0    |
| Václav Průša (cs)          | 12 septembre 1912  | 8 janvier 1981     | 1932          | 1933               | 2          | 0    |
| Antonín Puč                | 16 mai 1907        | 18 avril 1988      | 1926          | 1938               | 60         | 34   |
| Ladislav Putyera (cs)      | 30 septembre 1926  | 12 décembre 2004   | 1950          | 1950               | 1          | 0    |
| Petr Rada                  | 21 août 1958       |                    | 1982          | 1986               | 11         | 2    |
| Libor Radimec              | 22 mai 1950        |                    | 1980          | 1982               | 17         | 1    |
| Ľudovít Rado (en)          | 27 juillet 1914    | 23 mai 1992        | 1934          | 1938               | 2          | 0    |
| Antonín Ratzensberger (cs) | 18 juin 1893       | 3 octobre 1963     | 1922          | 1922               | 1          | 0    |
| Ladislav Reček (cs)        | 22 janvier 1925    | 1999               | 1951          | 1952               | 4          | 0    |
| Theodor Reimann            | 10 février 1921    | 30 août 1982       | 1948          | 1954               | 5          | 0    |
| Tomáš Řepka                | 2 janvier 1974     |                    | 1993          | 1993               | 1          | 0    |
| Jan Říha                   | 11 novembre 1915   | 15 décembre 1995   | 1937          | 1948               | 22         | 8    |
| František Řitička (cs)     | 24 septembre 1910  | 4 novembre 1992    | 1936          | 1936               | 1          | 0    |
| Oldřich Rott               | 26 mai 1951        |                    | 1978          | 1979               | 3          | 0    |
| Jiří Rubáš (en)            | 5 février 1922     | 16 mai 2005        | 1949          | 1952               | 6          | 0    |
| Oldřich Rulc               | 28 mars 1911       | 4 avril 1969       | 1933          | 1938               | 17         | 2    |
| Albert Rusnák (cs)         | 18 mai 1948        | 1er décembre 1989  | 1971          | 1972               | 2          | 0    |
| Zdeněk Rygel               | 1er mars 1951      |                    | 1974          | 1975               | 4          | 0    |
| Antonín Rýgr               | 15 août 1921       | 28 mars 1989       | 1948          | 1948               | 2          | 0    |
| František Ryšavý (cs)      | 24 décembre 1900   | 1976               | 1924          | 1924               | 1          | 1    |
| František Šafránek         | 2 janvier 1931     | 27 juin 1987       | 1951          | 1961               | 22         | 1    |
| Jozef Šajánek (cs)         | 14 mars 1951       |                    | 1976          | 1977               | 2          | 0    |
| Václav Samek (cs)          | 30 août 1947       |                    | 1973          | 1978               | 11         | 0    |
| Zdeněk Ščasný (en)         | 9 août 1957        |                    | 1983          | 1984               | 4          | 0    |
| Svatopluk Schäfer (cs)     | 12 mai 1921        | 15 août 1996       | 1949          | 1949               | 1          | 0    |
| Rudolf Schäffer (cs)       | 16 décembre 1917   |                    | 1938          | 1938               | 1          | 0    |
| Adolf Scherer              | 5 mai 1938         |                    | 1958          | 1964               | 36         | 22   |
| Samuel Schillinger (cs)    | 2 mars 1903        | 15 février 1998    | 1926          | 1929               | 4          | 0    |
| Edmund Schmidt (cs)        | 8 octobre 1943     |                    | 1966          | 1966               | 2          | 0    |
| František Schmucker        | 28 janvier 1940    | 15 juillet 2004    | 1962          | 1970               | 2          | 0    |
| Viliam Schrojf             | 2 août 1931        | 1er septembre 2007 | 1953          | 1965               | 39         | 0    |
| Julius Schubert (en)       | 12 décembre 1922   | 4 mai 1949         | 1948          | 1948               | 2          | 1    |
| František Sedláček (en)    | 10 octobre 1898    | 14 novembre 1973   | 1925          | 1926               | 2          | 1    |
| Jiří Sedláček (cs)         | 5 août 1943        |                    | 1970          | 1970               | 1          | 0    |
| Josef Sedláček             | 15 décembre 1893   | 15 janvier 1985    | 1920          | 1926               | 13         | 6    |
| Josef Sedláček (cs)        | 28 janvier 1912    | 15 janvier 1985    | 1937          | 1937               | 1          | 0    |
| Roman Sedláček (en)        | 12 janvier 1963    |                    | 1990          | 1991               | 5          | 0    |
| Emil Seifert               | 28 avril 1900      | 20 octobre 1973    | 1920          | 1929               | 18         | 0    |
| Stanislav Seman            | 6 août 1952        |                    | 1980          | 1982               | 15         | 0    |
| František Semeši (cs)      | 15 juin 1926       | 20 janvier 1992    | 1952          | 1952               | 2          | 0    |
| Karel Senecký              | 17 mars 1919       | 28 avril 1979      | 1937          | 1948               | 20         | 5    |
| Karel Severin (cs)         | 21 octobre 1899    |                    | 1925          | 1925               | 1          | 1    |
| Horst Siegl                | 15 février 1969    |                    | 1992          | 1992               | 4          | 0    |
| Jaroslav Šilhavý (en)      | 3 novembre 1961    |                    | 1990          | 1991               | 4          | 0    |
| Josef Silný                | 23 janvier 1902    | 15 mai 1981        | 1925          | 1934               | 50         | 28   |
| Josef Šíma                 | 17 août 1905       | 6 novembre 1983    | 1926          | 1927               | 3          | 0    |
| Gejza Šimanský (en)        | 29 août 1924       | 19 juin 2007       | 1947          | 1955               | 15         | 7    |
| Otto Šimonek (cs)          | 5 juillet 1896     |                    | 1927          | 1927               | 3          | 0    |
| Adolf Šimperský            | 5 août 1909        | 15 février 1964    | 1930          | 1933               | 11         | 0    |
| Ladislav Šimůnek           | 4 octobre 1916     | 7 décembre 1969    | 1938          | 1938               | 4          | 3    |
| Antonín Šindelář (cs)      | 25 juillet 1902    | 1er février 1985   | 1928          | 1929               | 2          | 0    |
| Miroslav Siva (cs)         | 7 août 1961        |                    | 1986          | 1987               | 6          | 0    |
| Jaromír Skála (cs)         | 15 juillet 1907    | 15 novembre 1982   | 1933          | 1933               | 1          | 0    |
| Tomáš Skuhravý             | 7 septembre 1965   |                    | 1985          | 1993               | 43         | 14   |
| Otakar Škvajn (en)         | 3 juin 1894        | 12 septembre 1941  | 1920          | 1921               | 6          | 3    |
| Petr Slaný (cs)            | 1er septembre 1952 |                    | 1976          | 1976               | 1          | 0    |
| Jiří Sloup (en)            | 30 avril 1953      | 20 décembre 2017   | 1982          | 1985               | 8          | 1    |
| Josef Sloup (en)           | 19 décembre 1897   | 1952               | 1924          | 1930               | 16         | 0    |
| Rudolf Sloup (en)          | 19 décembre 1897   | 7 septembre 1936   | 1922          | 1924               | 8          | 8    |
| Rudolf Šmejkal (en)        | 14 janvier 1915    | 8 novembre 1972    | 1946          | 1946               | 1          | 0    |
| Vladimír Šmicer            | 24 mai 1973        |                    | 1993          | 1993               | 1          | 0    |
| Bohumil Smolik (cs)        | 8 avril 1943       | 29 septembre 2008  | 1965          | 1966               | 8          | 0    |
| Jiří Sobotka (en)          | 6 juin 1911        | 20 mai 1994        | 1934          | 1937               | 23         | 8    |
| Karel Sokolář (cs)         | 7 avril 1907       | 4 juillet 1970     | 1929          | 1932               | 7          | 0    |
| Jindřich Šoltys (cs)       | 12 janvier 1902    | 20 juillet 1970    | 1925          | 1931               | 12         | 6    |
| Pavol Šoral (en)           | 18 janvier 1903    | 29 août 1977       | 1929          | 1931               | 2          | 0    |
| Jaroslav Srba (cs)         | 14 décembre 1905   |                    | 1928          | 1928               | 2          | 0    |
| Erich Srbek                | 4 juin 1908        | 24 février 1973    | 1930          | 1936               | 14         | 0    |
| Zdeněk Šreiner             | 2 juin 1954        | 28 novembre 2017   | 1980          | 1984               | 6          | 0    |
| Josef Šroubek              | 2 décembre 1891    | 29 août 1964       | 1921          | 1921               | 1          | 0    |
| Václav Sršeň (en)          | 17 juin 1925       | 1996               | 1948          | 1948               | 1          | 0    |
| Imrich Stacho              | 4 novembre 1931    | 10 janvier 2006    | 1953          | 1960               | 24         | 1    |
| Miloš Štádler (cs)         | 10 mai 1926        | 2 mai 2007         | 1952          | 1952               | 1          | 0    |
| Jozef Štafura (en)         | 11 septembre 1948  |                    | 1973          | 1973               | 1          | 0    |
| František Štambachr        | 13 février 1953    |                    | 1977          | 1983               | 31         | 5    |
| Miroslav Stárek (cs)       | 10 janvier 1948    |                    | 1976          | 1976               | 1          | 0    |
| Ivo Staš (cs)              | 10 février 1965    |                    | 1990          | 1990               | 1          | 0    |
| Milan Staškovan (cs)       | 3 juin 1947        | 23 juillet 2014    | 1972          | 1972               | 1          | 0    |
| Leopold Šťastný (en)       | 23 mai 1911        | 14 mai 1996        | 1937          | 1937               | 2          | 0    |
| Karel Steffl (cs)          | 10 avril 1903      | 26 janvier 1960    | 1926          | 1926               | 2          | 0    |
| František Stehlík (cs)     | 18 septembre 1904  | 10 juin 1939       | 1926          | 1926               | 1          | 0    |
| Karel Steiner (en)         | 26 janvier 1895    | 29 avril 1934      | 1920          | 1930               | 14         | 3    |
| Jan Stejskal               | 15 janvier 1962    |                    | 1986          | 1992               | 29         | 0    |
| František Štěpán (cs)      | 2 août 1920        |                    | 1949          | 1949               | 1          | 0    |
| František Šterc            | 27 janvier 1912    | 31 octobre 1978    | 1934          | 1935               | 2          | 0    |
| Jozef Štibrányi            | 11 janvier 1940    |                    | 1960          | 1963               | 9          | 1    |
| František Straka           | 28 mai 1958        |                    | 1983          | 1990               | 35         | 0    |
| Stanislav Strapek (cs)     | 6 mai 1953         |                    | 1980          | 1980               | 1          | 0    |
| Pavel Stratil (en)         | 17 avril 1945      |                    | 1970          | 1975               | 22         | 2    |
| Ján Strausz (en)           | 16 novembre 1942   | 29 novembre 2017   | 1965          | 1965               | 1          | 0    |
| Karel Stromšík             | 12 avril 1958      |                    | 1980          | 1982               | 4          | 0    |
| Stanislav Štrunc (en)      | 30 octobre 1942    | 8 novembre 2001    | 1966          | 1970               | 3          | 0    |
| Jan Suchopárek             | 23 septembre 1969  |                    | 1991          | 1993               | 13         | 0    |
| Josef Suchý (cs)           | 16 novembre 1905   | 13 octobre 1984    | 1936          | 1936               | 1          | 0    |
| Václav Svatoň (cs)         | 28 octobre 1915    |                    | 1937          | 1937               | 1          | 0    |
| Ján Švehlík                | 17 janvier 1950    |                    | 1974          | 1979               | 17         | 4    |
| Emil Svoboda (cs)          | 16 août 1928       | 11 août 2019       | 1955          | 1957               | 5          | 0    |
| František Svoboda          | 5 août 1906        | 6 juillet 1948     | 1926          | 1937               | 43         | 22   |
| Jindřich Svoboda           | 14 septembre 1952  |                    | 1975          | 1977               | 2          | 0    |
| Václav Svoboda (cs)        | 6 juillet 1920     | 24 octobre 1977    | 1948          | 1948               | 1          | 0    |
| Vojtěch Sýbal (cs)         | 23 février 1903    |                    | 1926          | 1927               | 4          | 0    |
| Juraj Szikora (en)         | 2 mars 1947        | 12 décembre 2005   | 1966          | 1971               | 21         | 2    |
| Vladimír Táborský (en)     | 28 avril 1944      |                    | 1966          | 1972               | 19         | 1    |
| Viktor Tegelhoff (en)      | 22 décembre 1918   | 9 septembre 1991   | 1946          | 1953               | 10         | 0    |
| Vladimír Ternény (cs)      | 18 avril 1947      |                    | 1972          | 1972               | 6          | 1    |
| Jaroslav Tesárek (cs)      | 5 août 1931        |                    | 1956          | 1956               | 1          | 0    |
| Josef Thaut (cs)           | 10 février 1905    |                    | 1929          | 1929               | 1          | 1    |
| Emil Tichay (cs)           | 24 juillet 1899    |                    | 1922          | 1922               | 1          | 0    |
| Jiří Tichý                 | 6 décembre 1933    | 26 août 2016       | 1957          | 1964               | 19         | 0    |
| Jaroslav Timko (en)        | 28 septembre 1965  |                    | 1992          | 1993               | 3          | 0    |
| Dušan Tittel               | 27 décembre 1966   |                    | 1990          | 1991               | 11         | 0    |
| Štefan Tománek (cs)        | 22 avril 1948      |                    | 1971          | 1973               | 4          | 0    |
| Karel Tomáš (cs)           | 5 novembre 1926    |                    | 1950          | 1952               | 6          | 0    |
| Jiří Trnka                 | 2 décembre 1926    | 1er mars 2005      | 1948          | 1955               | 23         | 3    |
| Jan Truhlář (cs)           | 20 mai 1913        | 6 octobre 1982     | 1936          | 1936               | 2          | 0    |
| František Tyrpekl (cs)     | 23 décembre 1905   | 29 janvier 1985    | 1928          | 1932               | 7          | 0    |
| Ivo Urban (cs)             | 7 mai 1931         |                    | 1956          | 1956               | 4          | 0    |
| Oldřich Urban (cs)         | 16 février 1947    | 18 décembre 1998   | 1970          | 1970               | 2          | 0    |
| Bedřich Vacek (cs)         | 17 août 1919       |                    | 1948          | 1948               | 1          | 0    |
| Josef Vacenovský           | 9 juillet 1937     |                    | 1964          | 1964               | 1          | 0    |
| Zdeněk Válek (en)          | 2 avril 1958       |                    | 1981          | 1984               | 5          | 1    |
| František Valošek (en)     | 12 juillet 1937    |                    | 1961          | 1965               | 6          | 0    |
| Jan Vaník                  | 7 mai 1891         | 12 juin 1950       | 1920          | 1925               | 12         | 10   |
| Václav Vaník (cs)          | 5 décembre 1905    |                    | 1925          | 1927               | 2          | 0    |
| Vojtěch Varadín (en)       | 27 septembre 1948  | 25 août 2018       | 1974          | 1974               | 5          | 0    |
| Jiří Večerek (en)          | 4 août 1943        |                    | 1970          | 1970               | 2          | 0    |
| Vojtěch Věchet             | 8 février 1912     | 6 septembre 1988   | 1937          | 1938               | 4          | 0    |
| Josef Vedral (cs)          | 2 janvier 1924     | 14 janvier 1975    | 1946          | 1949               | 8          | 0    |
| Jaroslav Vejvoda (en)      | 1er juillet 1920   | 28 juillet 1996    | 1951          | 1951               | 1          | 1    |
| Alexander Vencel           | 2 mars 1967        |                    | 1991          | 1992               | 2          | 0    |
| Alexander Vencel           | 8 février 1944     |                    | 1965          | 1977               | 25         | 0    |
| Vladimír Venglár (en)      | 20 février 1923    | 5 juillet 1977     | 1948          | 1951               | 8          | 0    |
| Ladislav Veselský (cs)     | 9 octobre 1902     | 1960               | 1924          | 1924               | 1          | 0    |
| Bohumil Veselý             | 18 juin 1945       |                    | 1967          | 1974               | 26         | 3    |
| František Veselý           | 7 décembre 1943    | 30 octobre 2009    | 1965          | 1977               | 34         | 3    |
| Michal Vičan               | 26 mars 1925       | 27 janvier 1986    | 1947          | 1952               | 10         | 0    |
| Ivo Viktor                 | 21 mai 1942        |                    | 1966          | 1977               | 63         | 0    |
| Ladislav Vízek             | 22 janvier 1955    |                    | 1977          | 1986               | 55         | 13   |
| Jaroslav Vlček (en)        | 12 février 1900    | 4 septembre 1967   | 1922          | 1924               | 3          | 2    |
| František Vlk (en)         | 30 mai 1925        |                    | 1948          | 1953               | 14         | 4    |
| Lubomír Vlk                | 21 juillet 1964    |                    | 1987          | 1991               | 11         | 2    |
| Antonín Vodička            | 1er mars 1907      | 9 août 1975        | 1926          | 1937               | 18         | 0    |
| Rostislav Vojáček          | 23 février 1949    |                    | 1974          | 1982               | 40         | 1    |
| Josef Vojta                | 19 avril 1935      |                    | 1960          | 1966               | 7          | 0    |
| Petr Vrabec (en)           | 5 juin 1962        |                    | 1993          | 1993               | 3          | 1    |
| Václav Vrána (cs)          | 27 septembre 1942  |                    | 1967          | 1970               | 2          | 0    |
| Bohuslav Vyletal (cs)      | 22 décembre 1920   | 24 février 2014    | 1952          | 1952               | 2          | 0    |
| Rudolf Vytlačil            | 9 février 1912     | 1er juin 1977      | 1936          | 1936               | 1          | 0    |
| Vladimír Weiss             | 22 septembre 1964  |                    | 1988          | 1990               | 19         | 1    |
| Vladimír Weiss             | 21 septembre 1939  | 24 avril 2018      | 1964          | 1965               | 3          | 0    |
| Miroslav Wiecek            | 4 novembre 1931    | 12 juillet 1997    | 1953          | 1953               | 1          | 0    |
| Jan Wimmer (cs)            | 15 janvier 1903    | 1986               | 1925          | 1926               | 3          | 2    |
| Vojtech Zachar (cs)        | 21 octobre 1922    | 5 novembre 2006    | 1946          | 1947               | 4          | 4    |
| Petr Zajaroš (cs)          | 6 décembre 1957    |                    | 1984          | 1984               | 1          | 0    |
| Oldřich Zajíček (cs)       | 6 août 1911        | 21 mai 1956        | 1933          | 1936               | 6          | 2    |
| Jiří Zástěra (en)          | 9 novembre 1913    | 15 août 1983       | 1946          | 1948               | 3          | 0    |
| Jiří Žďárský (en)          | 16 novembre 1923   | 14 juillet 2018    | 1950          | 1952               | 9          | 3    |
| Karel Žďárský (cs)         | 22 mai 1900        |                    | 1924          | 1926               | 2          | 1    |
| Peter Zelenský (en)        | 27 novembre 1958   |                    | 1982          | 1985               | 15         | 0    |
| Josef Zeman                | 23 janvier 1915    | 3 mai 1999         | 1937          | 1938               | 4          | 2    |
| Ladislav Ženíšek           | 7 mars 1904        | 14 mai 1985        | 1926          | 1935               | 22         | 0    |
| Rudolf Zibrínyi (cs)       | 18 février 1925    | 30 juillet 2002    | 1950          | 1950               | 1          | 0    |
| Zdeněk Zikán               | 10 novembre 1937   | 14 février 2013    | 1958          | 1958               | 4          | 5    |
| František Zlámal (cs)      | 29 mai 1948        |                    | 1977          | 1977               | 1          | 0    |
| Vilém Zlatník (cs)         | 19 avril 1910      | 1976               | 1937          | 1937               | 2          | 0    |
| Ján Zlocha                 | 24 mars 1942       | 1er juillet 2013   | 1969          | 1970               | 4          | 0    |
| Ľudovít Zlocha (en)        | 17 mai 1945        |                    | 1971          | 1973               | 12         | 0    |
| Jiří Zmatlík (cs)          | 10 avril 1921      | 31 octobre 2003    | 1946          | 1946               | 2          | 0    |
| Rudolf Zosel (cs)          | 6 juillet 1907     |                    | 1932          | 1932               | 3          | 0    |
| Miroslav Zuzánek (cs)      | 21 février 1924    | 9 mai 1994         | 1955          | 1955               | 2          | 0    |